# Regla de teratología del dimorfismo sexual por V. Geodakian
Regla de teratología del dimorfismo sexual: Malformaciones de tener la naturaleza "atávica" aparecen con más frecuencia en las mujeres, y que tiene un carácter "futurista" (buscar), el macho. 
La norma es parte de la teoría de la evolución de las relaciones sexuales, en varias ocasiones escribió sobre ello en las páginas de la prensa periódica.

En caracteres específicos de la especie (y los rangos más altos de generalidad - multicellular, la sangre caliente, el número de cuerpos, el plan y la estructura básica del cuerpo), el dimorfismo sexual es normalmente ausente. Se observa sólo en el campo de la patología y se expresa en la variación de la frecuencia de ocurrencia de ciertos defectos de nacimiento del macho y la hembra. 

## Validación y aplicación de la norma
Clasificación de las anomalías congénitas en el "atávica" (reembolsos o desarrollo parada) y "futurista" (en busca de nuevas formas) puede, en algunos casos se remonta al dimorfismo sexual se predice la teoría de la evolución por las tendencias generales del piso. Por ejemplo, de alrededor de 2.000 neonatos que habían nacido con un solo riñón fue de aproximadamente el doble de los niños, mientras que de los 4.000 niños con tres brotes aproximadamente 2,5 veces más chicas.
El anfioxo y gusanos marinos ( predecesores distantes de los mamíferos ) en cada segmento del cuerpo tiene un par de órganos excretores especializados nefridios. Por lo tanto , la aparición de los tres riñones puede , en cierto sentido, ser considerado como tendencia "atávica" y un riñón -como "futurista". El mismo patrón se observó entre los niños con exceso de número de costillas , vertebras , dientes y otros órganos que se han sometido a un proceso de reducción en el número de la evolución (oligomerización), entre ellos más que las niñas . Y entre los niños con su falta, por el contrario, más niños.
Otras patologías,  de displasia congénita de la cadera en las mujeres 4-5 veces más a menudo que los niños. Cabe señalar que los niños con este defecto es más que normal, corriendo en cuatro patas y trepar a los árboles. También puede dar lugar a más de Darwin referencias encontradas a muscular excesiva, que es 1,5 veces más probable que se encuentre en los cadáveres de los hombres que de las mujeres, o los datos sobre la frecuencia de aparición de los recién nacidos con el sexto dedo. Aquí, también, el número de niños es 2 veces el número de las niñas.
P. M. Rajewski y A. L. Sherman (1976) analizaron la frecuencia de defectos de nacimiento, dependiendo del sistema. Se observó el predominio del sexo masculino por defectos filogenéticamente órganos y sistemas de órganos más jóvenes.
La norma también ha sido probado en el material de las malformaciones congénitas del corazón y los grandes vasos (32 millones de casos). Se ha demostrado que las alteraciones en el desarrollo de las mujeres se caracterizan por la conservación de fetos características estructurales cardíacos característicos de las últimas etapas del desarrollo fetal, o los signos especies peculiares, de pie en los peldaños inferiores de la escala evolutiva (el pasado reciente) (abertura ovalada abierta en el tabique auricular y el conducto arterial). Elementos de defectos "masculinas" (estenosis, coartación, la transposición de los grandes vasos) tienen una naturaleza "futurista" (búsqueda).
Regla teratología es más general que el concepto conocido K. Rokitansky, A. Spittzer y L. D. Krimsky, ya que explica el origen de todos los vicios, y no sólo a las mujeres, y neutral.